# Escalonado Point
Der Escalonado Point (englisch; spanisch Cabo Escalonado) ist eine Landspitze an der Südostküste der Murray-Insel im Südwesten der Hughes Bay vor der Danco-Küste des Grahamlands auf der Antarktischen Halbinsel.
Die Benennung geht auf argentinische Wissenschaftler zurück. Der weitere Benennungshintergrund ist nicht überliefert.